# Delias hempeli
Delias hempeli är en fjärilsart som beskrevs av Dannatt 1904. Delias hempeli ingår i släktet Delias och familjen vitfjärilar. Inga underarter finns listade i Catalogue of Life.